# Mark Anthony Graham
Mark Anthony Graham, född 17 maj 1973, död 4 september 2006, var en friidrottare från Kanada. Han deltog vid olympiska sommarspelen 1992.